# صلاة يوسف

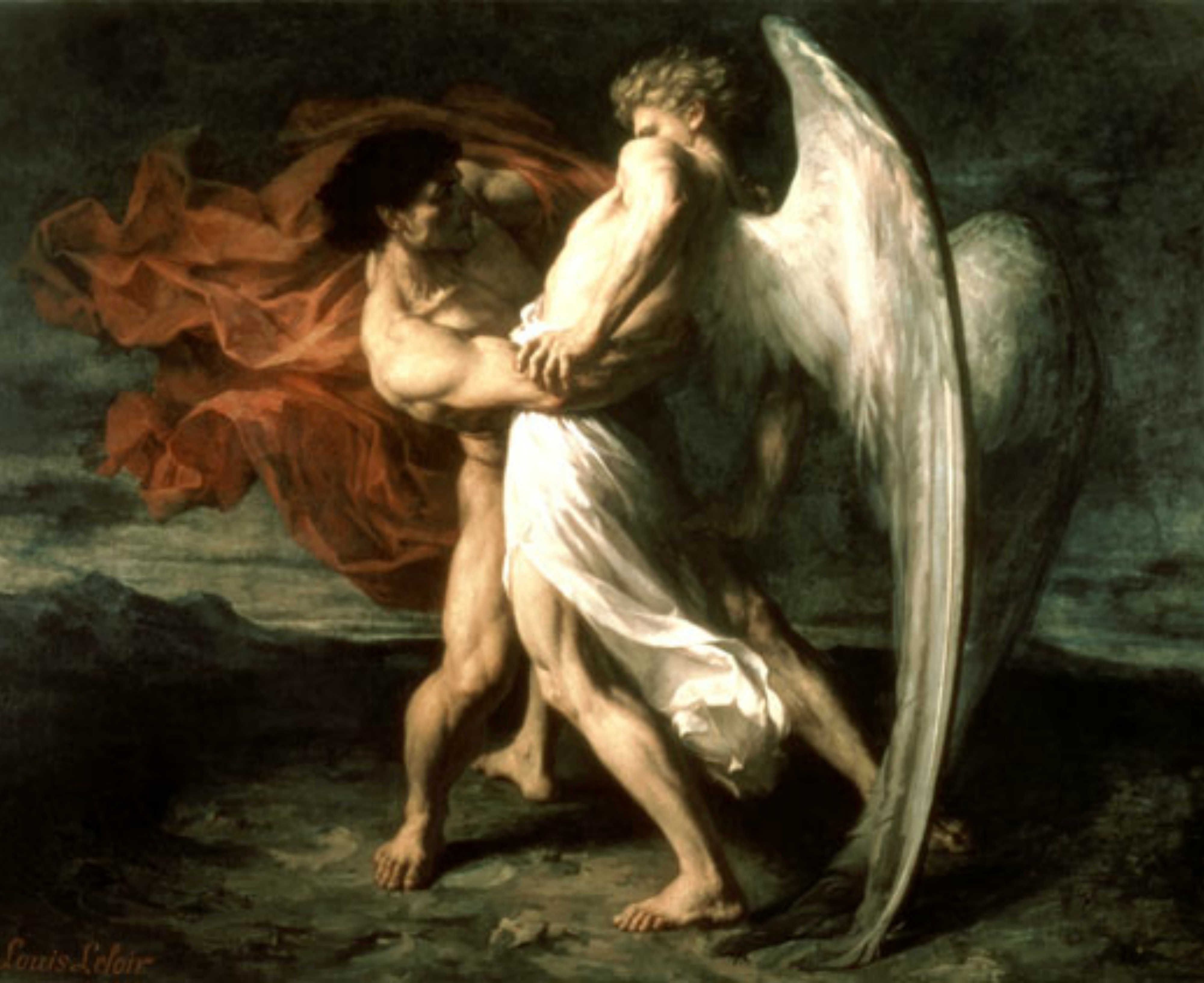
يعقوب يتصارع مع الملاك ، بقلم ألكسندر ليلوار

صلاة يوسف هي كتابة منحولة من العهد القديم . وقد أُلف إما باللغة الآرامية (إذا كان يهوديًا ) أو باللغة اليونانية (إذا كان مسيحيًا ) خلال القرن الأول الميلادي .  لقد ضاع النص تقريبًا ولم تبق منه سوى أجزاء قليلة من الاقتباسات القديمة المتعلقة بالأب التوراتي يعقوب . تروي صلاة يوسف أن يعقوب كان تجسيدًا للملاك إسرائيل الذي تنافس مع أورييل على رتبتهما في السماء. 
كانت صلاة يوسف من الكتب المعروفة جيدًا في أوائل القرن الثالث الميلادي وذلك استئناسا أوريجانوس الذي تحدث عنها باعتبارها كتابة لا ينبغي احتقارها ، ويصرح صراحةً أنها كانت مستخدمة بين اليهود. تعد صلاة يوسف عادة جزءًا من الأدب الرؤيوي .

## تقاليد المخطوطات ومصدرها
لم يبقَ من صلاة يوسف إلا ثلاثة أجزاء: الجزء أ، وهو الأطول، و تم حفظه في "تعليق أوريجانوس على إنجيل يوحنا" - الكتاب 2.31(25).186-192 . وقد عُثر على الجزء ب، وهو جملة واحدة، في كتاب "الاستعدادات الإنجيلية" - الكتاب السادس ، ليوسابيوس القيصري، وكذلك في تعليق بروكوبيوس الغزي على سفر التكوين ، وفي مختارات من كتابات أوريجانوس جمعها القديس باسيليوس الكبير والقديس غريغوريوس النزينزي، والتي عادة ما يتم تسميتها فيلوكاليا . القطعة C، والتي توجد أيضًا في فيلوكاليا ، تقوم باعادة صياغة الأجزاء الأخرى. عنوان " صلاة يوسف" موجود في عدد كبير من الوثائق القديمة. يُظهِر قياس نقفور أن صلاة يوسف كان طولها يبلغ ألفًا ومائة من الأسطر، وبالتالي فان ما نجى منها ليس سوى جزء بالغ القصر.  :699
ونظرا لكون النص الموجود قصيرا، فإنه يستحيل تحديد المصدر. يقترح بعض العلماء أنه يجب اعتباره يهوديًا مسيحيًا ، والبعض الآخر غنوصيًا ، والبعض الآخر يهوديًا معاديًا للمسيحية، والبعض الآخر مسيحيًا معاديًا لليهود، في حين أن الأطروحة المحتملة وفقًا لـ ج.ز.سميث وآخرين هي أن أوريجانوس كان محقا في اعتباره يهوديًا.  :700

## محتوى
إن نص القطعة (ب) هو مجرد سطر واحد فقط، حيث أن يقول يعقوب:
لأني في ألواح السماء قرأت كل ما سيحدث لك ولأبنائك.
قد يكون السياق تفصيلاً لبركة التي أعطاها يعقوب لأبنائه ( يوسف خصوصا) الموجودة في الإصحاحين 48 و49 من سفر التكوين  (قارن التكوين 49:1 ). وهذا قد يفسر الإشارة إلى يوسف في عنوان هذه الكتابة حتى لو كانت الشخصية الأهم هي يعقوب.
نص القطعة أ هو:
"وهكذا قال يعقوب : " أنا يعقوب الذي يكلمك، وأنا أيضًا إسرائيل ، أنا ملاك الله، روح حاكم، وإبراهيم وإسحق خُلقا قبل كل عمل الله؛ وأنا يعقوب الذي يدعوه الناس يعقوب، ولكن اسمي إسرائيل الذي يدعوه الله إسرائيل، رجل يرى الله، لأني أنا بكر كل خليقة أحياها الله.
"ويضيف: "" ولما جئت من بلاد ما بين النهرين في سورية، خرج إليّ أوريئيل ملاك الله وقال: نزلت إلى الأرض وسكنت بين الناس، ودُعيت اسمي يعقوب."" فغضب عليّ وحاربني وصارعني قائلاً: إن اسمه واسم الذي أمام كل ملاك ينبغي أن يكون قبل اسمي. وأخبرته باسمه وكم هو عظيم بين أبناء الله.
أليس أنت أورييل بلدي الثامن وأنا إسرائيل رئيس ملائكة قوة الرب ورئيس قادة بين أبناء الله؟ أست أنا إسرائيل الوزير الأول أمام الله، وقد دعوت إلهي باسمه الذي لا ينطفئ؟ "

## علم اللاهوت
يعتمد الجزء (أ) على الصراع التوراتي بين يعقوب والملاك في ( التكوين 32:25-30 ) ويتخذ هذا الجزء موقفًا بشأن أهم القضايا الرئيسية في هذه الحلقة التوراتية:
- يظهر أن أصل اسم إسرائيل أُشتق من " الرجل الذي يرى الله ". من الممكن أن يكون هذا الاشتقاق اللغوي ممكنًا مع اللعب بالألفاظ العبرية ، ولكنه غير موجود في أي نص عبري قديم، بينما يوجد في كتابات فيلو وفي النصوص الهلنستية اليونانية؛ [5]
- تم تحديد الكائن الغامض الذي تصارع مع يعقوب باسم أورييل ، الذي أعلن أنه الأقل قوة بين رؤساء الملائكة السبعة. وهذا يتعارض مع تفسير جوستين الذي رأى في الكائن الغامض شخصية المسيح نفسه؛ [5]
- يعرّف يعقوب نفسه باستخدام ألقاب مثل الروح الحاكم ، ملاك الله ، رجل يرى الله ، المولود الأول لكل كائن حي ، رئيس القادة بين أبناء الله ، الوزير الأول في نظر الله ، والتي تستخدمها الأدبيات الحاخامية لمايكل ، وللوغوس لفيلو، ولميترون في التصوف اليهودي وحتى للمسيح في المسيحية المبكرة. [5] ترتبط هذه الألقاب، التي يمكن العثور عليها في الكتابات اليهودية القديمة، بصلاة يوسف مع تقليد المركبة المبكر. [3]

## ملحوظات
1. 1 2  Evans، Craig A. (2005). Ancient texts for New Testament studies: a guide to the background literature. Hendrickson Publishers. ص. 59. ISBN:978-1-56563-409-1.
2. ↑  Smith، J.Z. (1985). "Prayer of Joseph, a new Translation with Introduction". في Charlesworth، James (المحرر). The Old Testament Pseudepigrapha. ج. 2. ISBN:0-385-18813-7.
3. 1 2  Smith، J.Z. (1985). "Prayer of Joseph, a new Translation with Introduction". في Charlesworth، James (المحرر). The Old Testament Pseudepigrapha. ج. 2. ISBN:0-385-18813-7.Smith, J.Z. (1985). "Prayer of Joseph, a new Translation with Introduction". In Charlesworth, James (ed.). The Old Testament Pseudepigrapha. Vol. 2. ISBN 0-385-18813-7.
4. ↑  Mills، Watson E.؛ Aubrey Bullard، Roger (1991). "Joseph, Prayer of". Mercer dictionary of the Bible. ص. 469. ISBN:978-0-86554-373-7.
5. 1 2 3  see: Gieschen، Charles A. (1998). Angelomorphic Christology. ص. 138–139. ISBN:90-04-10840-8.

- مقالة عن الكتابات اليهودية المبكرة